# De wolf en de zeven geitjes

De wolf gaat een wit voetje halen, illustratie Freddie Langeler

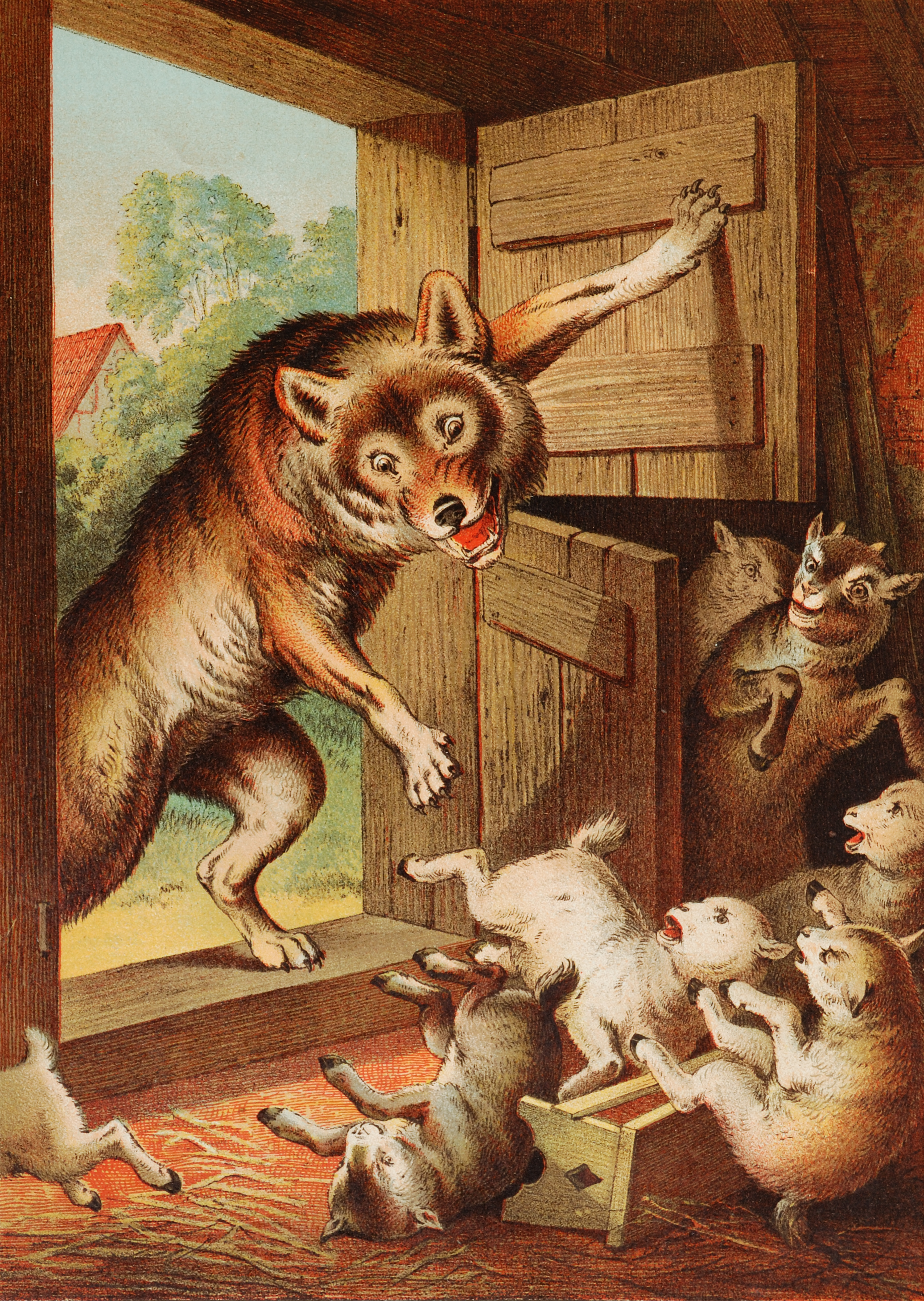
De wolf komt binnen

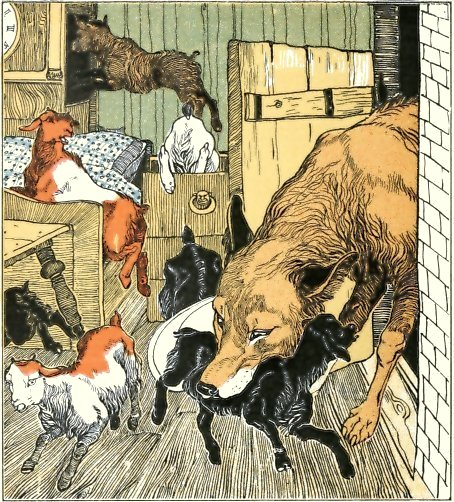
De wolf en de zeven geitjes, afgebeeld door Karl Fahringer in Märchen-Sammlung van Ludwig Bechstein

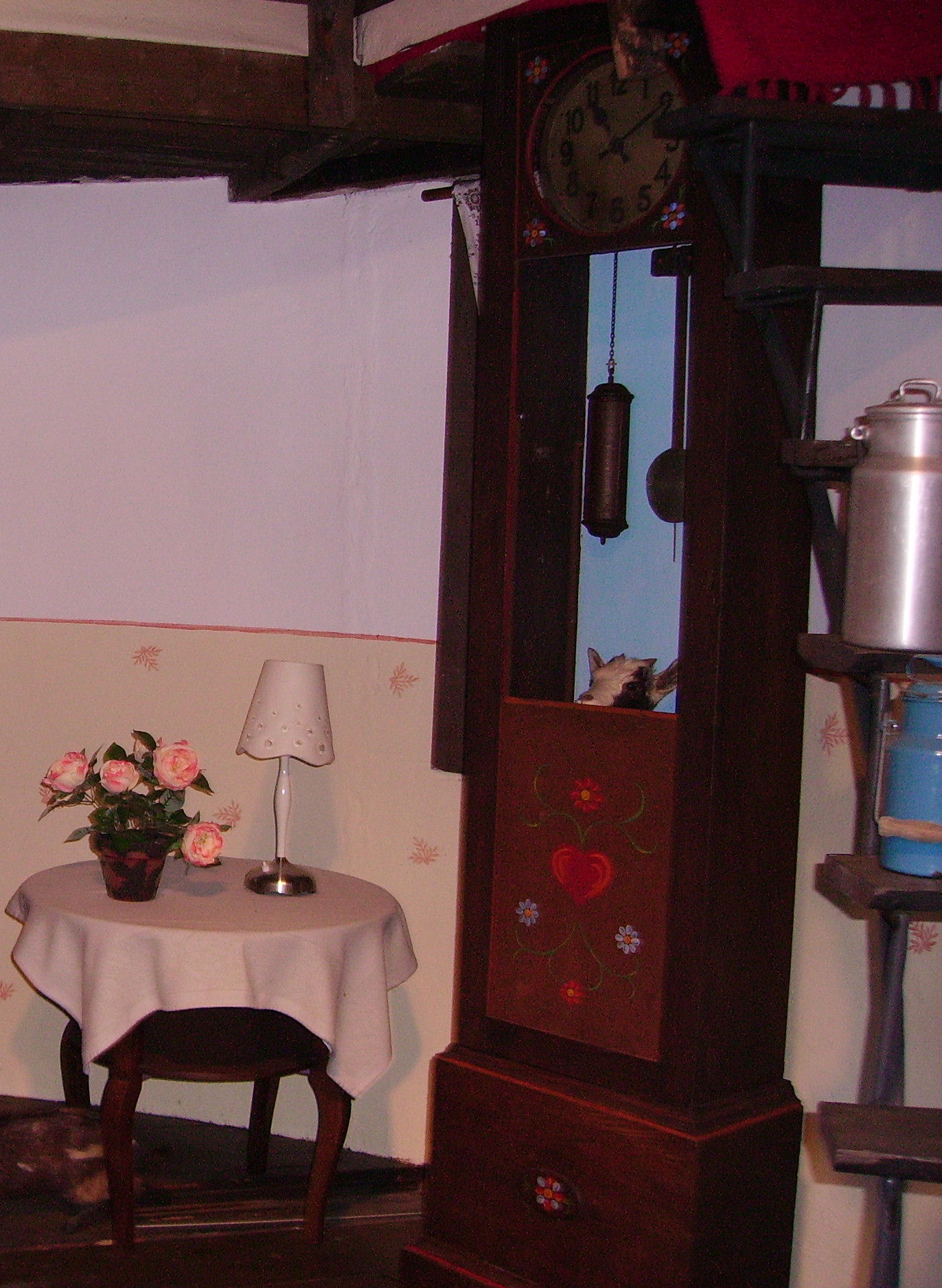
Het zevende geitje in de klok (in Ludwigsburg)

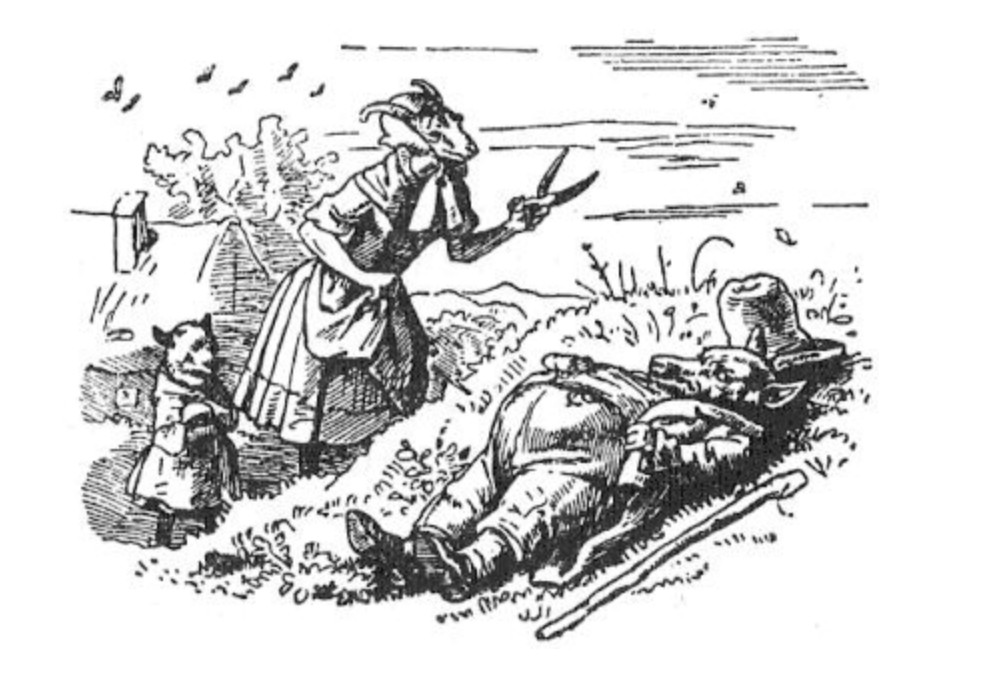
Moeder geit en het zevende geitje gaan naar de wolf

De wolf en de zeven geitjes is een sprookje in Kinder- und Hausmärchen opgetekend door de gebroeders Grimm, het kreeg als nummer KHM5.

## Het verhaal
De moedergeit moet naar de markt (of naar het bos) om eten te halen en drukt haar zeven kinderen op het hart niemand binnen te laten totdat zij terug is. Ze waarschuwt vooral voor de wolf, die de geitjes op zal eten als hij binnenkomt. Hij is te herkennen aan zijn rauwe stem en zwarte poot.
Al snel komt de wolf bij het huisje aan, klopt aan de deur en vraagt open te doen. Hij zegt dat hij hun moeder is die terug is. De geitjes horen de rauwe stem die niet van hun moeder is en vertellen waarom ze hem niet geloven. De wolf gaat naar een koopman en koopt een stuk krijt; zijn stem wordt zacht nadat hij dit heeft opgegeten. Opnieuw klopt de wolf aan de deur en vraagt of hij binnen mag, maar de geitjes zien zijn zwarte poot op de vensterbank. Ze weigeren dus weer om hem binnen te laten, waarna de wolf naar de bakker gaat. Daar vertelt hij dat hij zijn poot heeft gestoten en hij laat deeg op zijn poot smeren. Daarna gaat de wolf naar de molenaar en vraagt om meel op zijn poot te strooien. De molenaar heeft door dat de wolf iemand wil bedriegen en weigert daarom eerst, maar de wolf dreigt de molenaar op te eten zodat die bang wordt en doet wat de wolf wil. Voor de derde keer gaat de wolf naar het huisje en klopt aan de deur, de geitjes zien de witte poot en doen open.
Als ze merken dat het toch de wolf is, proberen ze zich te verstoppen. Het eerste geitje springt onder de tafel, het tweede in de kast, het derde in de haard, het vierde in de keuken, het vijfde in de kast, het zesde onder de zetel en het zevende en jongste geitje verstopt zich in de kast van de klok. De wolf vindt zes van de geitjes en eet ze op, alleen het jongste geitje dat in de klok zit vindt hij niet. De wolf gaat naar buiten en valt in slaap in de groene wei onder een boom.
Niet lang daarna komt moeder-geit terug en ze ziet de deur wagenwijd open staan. Ze ziet de ravage in het huisje en zoekt haar kinderen, ze roept hun namen maar krijgt geen antwoord. Alleen bij de laatste naam antwoordt het jongste kind. Moeder-geit haalt haar jongste kind uit de klok en moet huilen om haar andere kinderen. Ze gaat met het geitje naar buiten en vindt de wolf bij de boom, ze ziet zijn grote buik bewegen. Ze laat het jongste geitje een schaar en naald en draad halen, ze knipt de pens open en haalt de geitjes eruit. Alle geitjes blijken gelukkig nog te leven en ze dansen uitgelaten. Moeder-geit laat haar kinderen stenen zoeken, en ze vult de maag van de wolf hiermee. Dan naait ze de buik dicht.
Als de wolf wakker wordt, vindt hij dat de geitjes hem wel erg zwaar op de maag liggen. Hij heeft ook veel dorst en loopt naar een put om water te drinken. Als de wolf zich voorover buigt, valt hij door het gewicht van de stenen in de put en verdrinkt aangezien hij veel te zwaar is om te zwemmen. Van blijdschap maken de zeven geitjes met hun moeder een rondedans om de put. 

## Achtergronden bij het verhaal
- De manier waarop er met de wolf wordt afgerekend, lijkt sterk op het slot van Roodkapje (KHM26).
- Het verhaal komt uit de Mainstreek.
- Het verhaal is erg oud en komt in vele versies voor, zie ook de fabels van Aesopus en La Fontaine.
- De wolf liegt natuurlijk om binnen te komen en kan daarom worden vergeleken met Fenris uit de Noordse mythologie, zijn macht is de leugen. Hij wordt door de zwijgzame Widar overwonnen.
- In enkele versies van het sprookje versteent de wolf, verstenen komt ook voor in De trouwe Johannes (KHM6), De twee gebroeders (KHM60) en Jorinde en Joringel (KHM69). Zie ook De Didibri-Draken.
- De klok kan symbool staan voor een kloppend hart.
- Zeven is in veel culturen een magisch getal, het komt voor in vele verhalen (zeven dwergen, zeven raven), ook bijvoorbeeld in de bijbel. Denk ook aan de zeven kleuren van de regenboog en de zeven planeten in de klassieke astrologie. Zie ook Sneeuwwitje (KHM53).
- Net als Roodkapje (KHM26), De duivel met de drie gouden haren (KHM29) en De waternimf (KHM79) is dit een sprookje waarin kinderen gewaarschuwd worden voor gevaar.
- Een put komt in meerdere sprookjes voor, zoals bij Vrouw Holle (KHM24).
- Het sprookje heeft overeenkomsten met De wolf en de drie biggetjes.
- Perchta – de stralende of de vrouw der beesten, godin van het naaien en weven (zij wordt vaak vergeleken met Vrouw Holle) – snijdt de buiken van ongehoorzame kinderen open en vult deze met stenen of stro. Dit gebeurt bijvoorbeeld als mensen geen vis en watergruwel eten op haar feestdag (maar ander voedsel).
- Ook in Het bezoek van de winter Stallu moeten de kinderen zich verstoppen voor een monster als ze alleen thuis zijn.
- Ook in Onderdeurtje is het de jongste (en zevende) die de demon kan verslaan. Dit door een ijzeren huisje, wat overeenkomsten heeft met het sterke huisje in De wolf en de drie biggetjes en Boer Bezems, boer Blaren en boer IJzer uit Antwerpen.
- In een Nederlandse variant verstopt het jongste geitje zich in het broodkastje. Als moeder terugkomt, gaat ze met het kleine geitje in een ander huis wonen. In een andere versie verdrinkt de wolf niet in de put maar in een meer.[1]

## Trivia
- De wolf en de zeven geitjes zijn te zien in het Sprookjesbos in de Efteling, in Sprookjeswonderland (Enkhuizen) en in het Sprookjesbos Valkenburg
- Het verhaal is in Nederland gepersifleerd op de cd Ome Henk slaat wild om zich heen (1994).